# Samsung Galaxy Note 8.0
El Samsung Galaxy Note 8.0 es una tableta de 8 pulgadas comercializado y fabricado por Samsung Electronics. Pertenece a la gama de Samsung Galaxy Note, incluye un modelo de 10.1 pulgadas, the Galaxy Note 10.1 2014 Edition. Fue presentado el 23 de febrero de 2013, y vendido el 11 de abril de 2013. A diferencia de la versión de 10.1 pulgadas, el Galaxy Note 8.0 es un tamaño más pequeño, también tiene el Samsung S-Pen.

## Historia
El Galaxy Note 8.0 fue presentado el 23 de febrero de 2013. Fue presentado junto con el Galaxy S4 en Mobile World Conference. Samsung ha confirmado que el Galaxy Note 8.0 sería lanzado el 11 de abril de 2013 a $399.99 para la versión de 16 GB.

## Características
El Galaxy Note 8.0 tiene Android 4.1.2 Jelly Bean. Y se puede actualizar a Android 4.2.2 a través de OTA o Samsung Kies. En febrero de 2014, Samsung ha actualizado el Galaxy Note 8.0 a Android 4.4 KitKat. La actualización ha comenzado el 12 de mayo de 2014. La actualización incluye Bluetooth LE.
Samsung ha personalizado la interfaz TouchWiz. Incluye aplicaciones como ChatON, S Note, S Suggest, S Voice, S Translator, S Planne, Smart Remote (Peel), Smart Stay, Multiventana, Group Play y All Share Play.
El Galaxy Note 8.0 tiene Wi-Fi, 3G y 4G/Lite. Tiene un almacenamiento de 16 GB a 32 GB dependiendo del modelo, tiene un puerto para microSDXC. Tiene una pantalla de 8 pulgadas con una resolución de 1280x800. También tiene una cámara de 1.3 MP (cámara frontal) y una cámara de 5.0 MP (cámara delantera), se puede grabar videos en HD.